# 武村雅之
武村雅之（たけむら まさゆき、1952年- ）は、日本の地震学者。名古屋大学教授。大正関東地震の被害実態解明に貢献した。

## 略歴
京都市生まれ。1981年東北大学大学院理学研究科博士課程修了、「震源スペクトルの規模関係の研究 :周期1秒以上における表面波マグニチュード3.0から8.5の地震の解析」で理学博士となる。のち鹿島建設に入社。その後、2012年から名古屋大学減災連携研究センター教授を務めた。
2007年に日本地震学会論文賞を、2013年に日本地震工学会功労賞を受賞しているほか、2017年には文部科学大臣賞（科学技術部門）を受賞した。

## 大正関東地震
気象庁に残る地震波形記録を解析し地震像の解析を行い、資料により異なっていた関東大震災の人的被害を諸井(2004)と共にまとめ発表した。

## 著書
- 『関東大震災―大東京圏の揺れを知る』鹿島出版会 2003, ISBN 978-4306093706
- 『地震と防災 －“揺れ”の解明から耐震設計まで』 中公新書 2008, ISBN 978-4121019615
- 『未曾有の大災害と地震学―関東大震災 (シリーズ繰り返す自然災害を知る・防ぐ) 』 古今書院, 2009/8, ISBN 978-4772241328
- 『関東大震災を歩く 現代に生きる災害の記憶』吉川弘文館 2012, ISBN 978-4642080750

### 共編著
- 『手記で読む関東大震災』編 古今書院 シリーズ日本の歴史災害 2005, ISBN 978-4772240642
- 『地震の揺れを科学する みえてきた強震動の姿』山中浩明編著 岩田知孝,香川敬生,佐藤俊明共著 東京大学出版会 2006, ISBN 978-4130637046
- 鹿島龍蔵『天災日記 鹿島龍蔵と関東大震災』編著 鹿島出版会 2008, ISBN 978-4306093935
- 『関東大震災 1923年、東京は被災地だった』北原糸子共監修 東京防災救急協会 2013, NCID BB12225519
- 『日本被害地震総覧 599-2012』宇佐美龍夫,石井寿,今村隆正,松浦律子共著 東京大学出版会 2013, ISBN 978-4130607599

## 主要論文
- 1923年関東地震の本震直後の余震活動 ―岐阜測候所の今村式二倍強震計記録の解析― 『地震 第2輯』 Vol.46 (1993-1994) No.4 P.439-455, doi:10.4294/zisin1948.46.4_439
- 兵庫県南部地震による阪神地域の被害分布とその解釈 『日本物理學會誌』 Vol.50 (1995) No.9 P.730-735, doi:10.11316/butsuri1946.50.730
- 体験談から推定される1923年関東大地震の東京都における強震動 『地震 第2輯』 Vol.50 (1997-1998) No.4 P377-396
- 日本列島における地殻内地震のスケーリング則 ―地震断層の影響および地震被害との関連― 『地震 第2輯』 Vol.51 (1998-1999) No.2 P.211-228, doi:10.4294/zisin1948.51.2_211
- 1900年宮城県北部地震のマグニチュードと震源位置の再評価 1962年および2003年の地震との関連性 『地震 第2輯』 Vol.58 (2005-2006) No.1 P.41-53, doi:10.4294/zisin1948.58.1_41
- 濃尾地震と関東大震災 『活断層研究』 Vol.2012 (2012) No.37 p.39-44, doi:10.11462/afr.2012.37_39

### 共著
- 小山順二、鈴木次郎、日本列島及びその周辺で発生する地震の地震モーメント決定法 『地震 第2輯』 Vol.33 (1980) No.2 P.187-198, doi:10.4294/zisin1948.33.2_187
- 小山順二、地震マグニチュードと震源過程について 『地震 第2輯』 Vol.36 (1983) No.2 P.255-257, doi:10.4294/zisin1948.36.2_255
- 小山順二、低周波地震のスケーリングモデル 津波地震と中小規模低周波地震の関係 『地震 第2輯』 Vol.36 (1983) No.3 P.323-336, doi:10.4294/zisin1948.36.3_323
- 池浦友則、短周期データから見た1923年関東地震の多重震源性 体験談と地震記象の解釈 『地震 第2輯』 Vol.47 (1994-1995) No.4 P.351-364, doi:10.4294/zisin1948.47.4_351
- 池浦友則、工藤一嘉、大沼啓人、岐阜測候所で観測された1923年関東地震の本震・余震の記録 『地震 第2輯』 Vol.47 (1994-1995) No.2 P.193-200, doi:10.4294/zisin1948.47.2_193
- 野澤貴、池浦友則、山中浩明、地震動のやや長周期成分からみた1923年関東地震の震源特性、その1 岐阜測候所観測記録のシミュレーション 『地震 第2輯』 Vol.48 (1995-1996) No.3 P.331-340, doi:10.4294/zisin1948.48.3_331
- 浜田信生、近地観測点における1923年関東地震によるP波波形の特徴 気象庁に保存されている地震記録の写真について 『地震 第2輯』 Vol.49 (1996-1997) No.2 P.141-168, doi:10.4294/zisin1948.49.2_141
- 野澤貴、山形測候所における1923年関東地震の観測記録 計器特性および仙台向山観象所の記録との比較 『震 第2輯』 Vol.49 (1996-1997) No.3 P.375-387, doi:10.4294/zisin1948.49.3_375
- 野澤貴、地震動のやや長周期成分からみた1923年関東地震の震源特性、その2 断層モデルに基づく高田測候所での地震動記録の再現 『地震 第2輯』 Vol.50 (1997-1998) No.1 P.11-20, doi:10.4294/zisin1948.50.1_11
- 諸井孝文、八代和彦、明治以後の内陸浅発地震の被害から見た強震動の特徴 －震度VIIの発生条件－ 『地震 第2輯』 Vol.50 (1997-1998) No.4 P.485-505, doi:10.4294/zisin1948.50.4_485
- 野澤貴、池浦友則、地震動のやや長周期成分からみた1923年関東地震の震源特性、その3 仙台向山観象所および山形測候所での観測記録を用いた断層モデルの改良 『地震 第2輯』 1999年 52巻 2号 p.317-333, doi:10.4294/zisin1948.52.2_317
- 池浦友則、野澤貴、関東地震のマグニチュード 『地震 第2輯』 2000年 52巻 4号 p.425-444, doi:10.4294/zisin1948.52.4_425
- 諸井孝文、1923年関東地震の地域被害資料総覧 『地震 第2輯』 Vol.53 (2000-2001) No.3 P.285-302, doi:10.4294/zisin1948.53.3_285
- 諸井孝文、地質調査所データに基づく1923 年関東地震の詳細震度分布 その1.千葉県 『日本地震工学会論文集』 Vol.1 (2001) No.1 P.1-26, doi:10.5610/jaee.1.1
- 諸井孝文、地質調査所データに基づく1923 年関東地震の詳細震度分布 その2.埼玉県 『日本地震工学会論文集』 Vol.2 (2002) No.2 P.55-73, doi:10.5610/jaee.2.2_55
- 諸井孝文、1923年関東地震に対する東京都 23 区内 (旧郡部) での詳細震度分布 (PDF)  『歴史地震』 第18号 (2002), p.97-
- 神田克久、震度データから検証する宮城県沖で発生する被害地震の繰り返し 『地震 第2輯』 Vol.58 (2005-2006) No.3 P.177-198, doi:10.4294/zisin1948.58.3_177
- 神田克久、宇佐美龍夫、震度インバージョン解析による南海トラフ巨大地震の短周期地震波発生域 『地震 第2輯』 Vol.57 (2004-2005) No.2 P.153-170, doi:10.4294/zisin1948.57.2_153
- 神田克久、震度データから推察される相模トラフ沿いの巨大地震の震源過程 『日本地震工学会論文集』 2007年 7巻 2号 p.68-79, doi:10.5610/jaee.7.2_68
- 泉谷恭男、西村裕一、地震学と地震津波防災 『日本地震学会モノグラフ』 1:135-140 (2012), hdl:10091/16794
- 虎谷健司、1944年東南海地震の広域震度分布の再評価と被害の特徴 『日本地震工学会論文集』 Vol.15 (2015) No.7 特集号「第14回日本地震工学シンポジウム」その1 p.7_2-7_21, doi:10.5610/jaee.15.7_2